# 秋ひとみ
秋 ひとみ（あき ひとみ、1957年10月17日 -  ）は、日本のアイドル歌手・タレント。本名は中間 日登美。大阪府大阪市住吉区出身。住吉学園高等学校卒業。

## 来歴・人物
1970年代後半から1980年代前半に活躍。当初はアイドル歌手としてユニオンからデビューしたが、その後タレントとして活動。『大正週間漫画 ゲラゲラ45』のミニスカ婦人警官や『お笑いマンガ道場』のレギュラー解答者として活躍した。1982年に“充電”の名目で休養に入ったが、復帰することはなかった。
兄が2人いる。

## 音楽
- 全てのシングル・アルバムはユニオンレコードからリリースされた。

### シングル
| # | 発売日          | A/B面 | タイトル                   | 作詞           | 作曲       | 編曲     | 規格品番 |
| - | --------------- | ----- | -------------------------- | -------------- | ---------- | -------- | -------- |
| 1 | 1978年 4月25日  | A面   | アンカレッジ経由パリ行き   | 仙鉄也         | 小杉保夫   | 小杉保夫 | UC-59    |
| 1 | 1978年 4月25日  | B面   | 季節めぐり                 | 仙鉄也         | 小杉保夫   | 小杉保夫 | UC-59    |
| 2 | 1978年 8月25日  | A面   | 幸せルージュをつけなさい   | さいとう大三   | 小杉保夫   | 若草恵   | UC-68    |
| 2 | 1978年 8月25日  | B面   | ふたり坂                   | さがらよしあき | 小杉保夫   | 若草恵   | UC-68    |
| 3 | 1979年 2月25日  | A面   | さよならによろしく         | 喜多條忠       | 中山大三郎 | 若草恵   | UC-79    |
| 3 | 1979年 2月25日  | B面   | キャンパスの想い出         | 喜多條忠       | 中山大三郎 | 若草恵   | UC-79    |
| 4 | 1979年 7月25日  | A面   | サマー・メランコリー       | 有川正沙子     | 後藤次利   | 後藤次利 | UC-87    |
| 4 | 1979年 7月25日  | B面   | シーサイド・ファラウェイ   | 喜多條忠       | 小杉保夫   | 若草恵   | UC-87    |
| 5 | 1979年 11月5日  | A面   | さよならファンキー・ボーイ | 竜真知子       | 加瀬邦彦   | 船山基紀 | UC-94    |
| 5 | 1979年 11月5日  | B面   | 20才のリクエスト           | 竜真知子       | 加瀬邦彦   | 船山基紀 | UC-94    |
| 6 | 1980年 3月25日  | A面   | 哀愁BOY                    | 高梨めぐみ     | 高梨めぐみ | 若草恵   | UC-101   |
| 6 | 1980年 3月25日  | B面   | 折鶴はとべません           | 矢玉四郎       | 丹羽応樹   | 若草恵   | UC-101   |
| 7 | 1980年 10月25日 | A面   | 愛のめまい                 | たかたかし     | 鈴木邦彦   | 竜崎孝路 | UC-110   |
| 7 | 1980年 10月25日 | B面   | 変身                       | たかたかし     | 鈴木邦彦   | 竜崎孝路 | UC-110   |

### アルバム

#### ベスト・アルバム
- 秋ひとみ ゴールデン☆ベスト（2013年5月22日／テイチク、TECE-1129）

## 出演

### テレビ
- ナショナルゴールデン劇場 七色とんがらし 第12話「鮫島一家は波高し」（1976年、NET / 東映） - なな子
- 大都会 PARTII （1977年、NTV / 石原プロ）

　第21話「非常線突破」 - 獣医助手、 第34話「野獣を撃て」- 北田看護婦
- グランド劇場 / 華麗なる大泥棒!四丁目の刑事の家の間借人（1977年、NTV）- 大友亜矢
- ぎんざNOW!（TBS）
- 11時に歌いましょう（TBS）
- ベスト30歌謡曲（テレビ朝日）
- 大正週間漫画 ゲラゲラ45（テレビ朝日） - 「あのねのねのスター取調べ室」 女性警察官

- ヤンヤン歌うスタジオ（東京12ch）
- 噂のヒット曲（東京12ch）
- 夜のヒットパワー（東京12ch）
- おはよう歌謡曲（東京12ch）司会
- ひとみの夕やけ歌謡曲（東京12ch）司会
- ドリフ大爆笑（1981年2月、フジテレビ）バカ殿さまの腰元
- 8時だョ!全員集合（1980年5月3日、TBSテレビ）第522回・市原市市民会館にて、曲目「哀愁BOY」、（1981年2月7日、TBSテレビ）第562回・取手市市民会館にて、曲目「愛のめまい」
- お笑いマンガ道場（中京テレビ）

### ラジオ
- 歌謡曲こんにちは（TBSラジオ）

### CM
- 松下電器産業 ナショナルラジカメ（1978年 - 1979年）※AMラジオと110フィルムカメラの複合製品
- 松下電器産業 ナショナル　私の小さな美容室（1980年）
- HONDA ミニバイク・ハミング（1980年6月 - ）
- 花王 エッセンシャルシャンプー（1980年 - 1981年）